# فالنتين سيميون
فالنتين سيميون (بالرومانية: Valentin Simion)‏ هو لاعب كرة قدم روماني في مركز الهجوم، ولد في 6 أكتوبر 1986 في بوخارست في رومانيا. شارك مع منتخب رومانيا تحت 21 سنة لكرة القدم. أما مع النوادي، فقد لعب مع ستيوا بوخارست وسي إس باندوري تارغو جيو وكونكورديا كياجنا ويو تي أي أراد.